# Chrysosoma nitidifrons
Chrysosoma nitidifrons är en tvåvingeart som beskrevs av Octave Parent 1935. Chrysosoma nitidifrons ingår i släktet Chrysosoma och familjen styltflugor. Inga underarter finns listade i Catalogue of Life.